# Deutscher Philologenverband
Der Deutsche Philologenverband (DPhV) ist ein gewerkschaftlicher Zusammenschluss von Lehrern an Schulen und anderen Bildungseinrichtungen, die auf das Abitur vorbereiten. Er wurde 1903 in Halle gegründet. Hauptaufgabe des DPhV ist die Vertretung seiner Mitglieder in berufs- und bildungspolitischen Fragen. Als reiner Dachverband kennt der DPhV keine direkte Einzelmitgliedschaft; die Lehrer sind ihm über die 15 Landesverbände angeschlossen. Dem DPhV gehörten 2010 nach eigenen Angaben rund 90.000 Lehrer im Beamten- und im Angestelltenverhältnis an. Durch die Mitgliedschaft im DBB Beamtenbund und Tarifunion vertritt der DPhV seine Angehörigen auch in Fragen der Besoldung beziehungsweise der Tarifverträge. Die Verbandszeitschrift heißt Profil – Das Magazin für Gymnasium und Gesellschaft. Sie löste 1994 Die Höhere Schule ab, die seit 1947 erschien.

## Aufgaben und Ziele
Als seine wesentlichen Ziele nennt der DPhV:
- die Beibehaltung des gegliederten Schulsystems,
- die Qualitätssicherung in der gymnasialen Bildung,
- die Zukunftssicherung des Beamtenverhältnisses für Lehrer,
- die Schaffung leistungsgerechter Regelungen zu Besoldung und Beförderungen,
- die Verbesserung der Einstellungsbedingungen für den Lehrernachwuchs,
- die Verbesserung des Arbeitsumfeldes in der Schule,
- die Sicherung einer qualifizierten und schulartbezogenen Lehrerausbildung, die als Voraussetzung für einen leistungsorientierten und begabungsgerechten Unterricht gesehen wird.

## Geschichte

### Vorläufer
Anlässlich des Jubiläums der Göttinger Universität gründete sich am 20. September 1837 unter dem Vorsitz Alexander von Humboldts und auf Anregung von Valentin Rost und Friedrich Thiersch ein Verein deutscher Philologen und Schulmänner mit dem Zweck, das Studium der Philologie zu fördern, die Sprachen und die Sachen mit gleicher Gründlichkeit zu umfassen, die Methode des Unterrichts mehr und mehr auszubilden, die Wissenschaft aus dem Streit der Schulen zu ziehen. In diesem Sinne hielt der Verein seit 1838 in der Regel jährliche Versammlungen ab. Die dort gehaltenen Vorträge wurden anschließend unter den mit Ort und Datum versehenen Verhandlungen ... publiziert. Auf der Hamburger Versammlung 1905 wurden zehn Sektionen gebildet: die philologische, pädagogische, archäologische, germanistische, historisch-epigraphische, romanistische, englische, indogermanische, mathematisch-naturwissenschaftliche und orientalische. Die letzte Versammlung fand 1934 in Trier statt.
Weitere Vereine entstanden im letzten Viertel des 19. Jahrhunderts im Streit um die Ausrichtung des höheren Schulwesens zwischen Humanisten und Realisten. Als Interessenvertretung der Realschulen entstand 1876 der Deutsche Realschulmännerverein, dessen Mitglieder nicht nur aus der Lehrerschaft stammten, sondern auch aus dem städtischen Wirtschaftsbürgertum. Zur Abwehr der Reformbestrebungen in Preußen entstand 1890 der Deutsche Gymnasialverein, in dem Schulleiter und Lehrkräfte humanistischer Gymnasien organisiert waren; den Vorsitz hatte Oskar Jäger, die Verbandszeitschrift war Das humanistische Gymnasium.

### Gründung der Philologenvereine im Kaiserreich
Neben diesen fachlich und schulpolitisch orientierten Vereinigungen entstanden im letzten Drittel des 19. Jahrhunderts in allen Staaten des Deutschen Reiches Berufsverbände der Lehrer an höheren Schulen. Den Anfang machte 1863 Bayern (Bayerischer Philologenverband).
In Preußen, wo die akademisch gebildeten Lehrer amtlich Oberlehrer genannt wurden, bildeten sie in den 1870/80er Jahren zur Wahrung ihrer beruflichen Interessen Provinzialvereine, die bald in der Preußischen Delegiertenkonferenz zusammenarbeiteten. Die Initiative ging in erster Linie von den Lehrern an höheren Realschulen bzw. an städtischen Schulen aus, die schlechter besoldet wurden als ihre Kollegen an staatlichen Gymnasien und daher auf eine effektive Interessenvertretung besonderen Wert legten. Bis 1885 waren etwa zwei Drittel der akademisch gebildeten Lehrer an den höheren Schulen Preußens den Philologenvereinen beigetreten. Von den Direktoren allerdings gehörte bis zur Mitte der 1890er Jahre kaum einer der als Streikverein apostrophierten Organisation an. Auf der unteren Ebene der schulischen Hierarchie wiederum entstand 1891/92 ein Verband der nicht fest angestellten Hilfslehrer, die sich in ihrer materiellen Not auf dem Höhepunkt der damaligen Überfüllungskrise von den Philologenvereinen nicht hinreichend vertreten fühlten. Als die Überfüllung des höheren Lehramtes nachließ, gelang es dem Preußischen Philologenverband jedoch, die Hilfslehrer ebenso zu integrieren wie auf der anderen Seite die Direktoren. Schon bald nach der Jahrhundertwende waren etwa 95 % aller Philologen Mitglieder der Standesorganisation, und dies änderte sich bis zum Ende der Weimarer Republik kaum.
Auch in den übrigen Staaten des Deutschen Reiches entstanden bis zur Jahrhundertwende solche Philologenvereine. So konnte schließlich am 6. Oktober 1903 in Halle (Saale) als Dachorganisation der Vereinsverband akademisch gebildeter Lehrer Deutschlands gegründet werden, der sich 1921 in Deutscher Philologenverband (DPhV) umbenannte. Sein Presseorgan war das Deutsche Philologenblatt, das bis 1911 den Titel Korrespondenzblatt für den akademisch gebildeten Lehrerstand geführt hatte.
Sein außerordentlich hoher Organisationsgrad trug dazu bei, dass der Philologenverband seine wichtigsten Ziele im Wesentlichen noch im Kaiserreich zu erreichen vermochte. Ihm ging es um die Schaffung eines über die Schultypengrenzen hinweg nach Vorbildung, Dienstbezeichnung und Rangstellung einheitlichen Berufsstandes und seine Gleichstellung mit den übrigen akademischen Berufsgruppen (Richter usw.) in Rang und Gehalt. 1909 wurde in Preußen und bald darauf auch in anderen Ländern die Gleichstellung mit den Richtern erreicht. So kam der Historiker Otto Hintze 1911 zu dem Urteil: „Keiner von den höheren Berufsständen hat in dem letzten Menschenalter so viele Erfolge errungen wie der der Oberlehrer; es ist zum guten Teil eine Folge ihrer kräftigen Organisation und der nachdrücklichen Vertretung ihrer Standesinteressen.“

### Weimarer Republik und Nationalsozialismus
In der Weimarer Republik dagegen sahen sich die berufspolitisch vorher so erfolgreichen Philologen durch die aufstrebende Volksschullehrerschaft in die Defensive gedrängt.
Auf der Reichsschulkonferenz 1920 gelang es dem Verband unter dem Vorsitz des Berliner Realschulleiters Paul Mellmann immerhin, Einheitsschulbestrebungen des Bundes Entschiedener Schulreformer sowie anderer Reformpädagogen und Bildungspolitiker zugunsten eines gegliederten Schulwesens zurückzuweisen. Mit der Einführung der vierjährigen Grundschule 1920 stand auch eine Verkürzung der höheren Schule zur Diskussion, die einen wegen der damaligen Inflation willkommenen Spareffekt gehabt hätte. Dagegen hielt der Philologenverband erfolgreich an der überkommenen neunjährigen Dauer des Gymnasiums fest, was eine Regelschulzeit bis zum Abitur von 13 Jahren bedeutete, machte sich aber zugleich dafür stark, dass begabte Schülerinnen und Schüler die Grundschule in drei Jahren absolvieren konnten.
In der Debatte über die Struktur des höheren Schulwesens plädierte der Verband dafür, einem verbindlichen Kernbereich von Unterrichtsfächern ein System von Wahlfächern an die Seite zu stellen, um so eine individuelle Schwerpunktbildung zu ermöglichen. Doch die Richertsche Gymnasialreform von 1924/25 in Preußen hielt an den historisch gewachsenen Typen der höheren Schule fest und fügte sogar noch einen weiteren hinzu: die Deutsche Oberschule, deren inhaltlichen Schwerpunkt die deutschkundlichen Fächer bildeten. Als bildungstheoretische Grundlage der Reform diente die Idee einer „deutschen Bildungseinheit“.
1930 verfolgte das preußische Finanzministerium vor dem Hintergrund der Weltwirtschaftskrise erneut den Plan, die höhere Schule um ein Jahr zu verkürzen. Dagegen wandten sich auf einer Großkundgebung im November 1930 mehrere Berufsverbände von Akademikern unter Führung des Philologenverbandes und konnten die Streichung eines Schuljahres abwehren. Im Gegenzug kam es aber im Jahr darauf zu einer drastischen Kürzung der Stundentafeln.
Das Ende des Philologenverbandes begann im März 1933, noch bevor mit dem Ermächtigungsgesetz vom 24. März 1933 die Grundlage der endgültigen nationalsozialistischen Machtergreifung geschaffen war. Bereits eine Woche vorher wurde der Vorsitzende Felix Wilhelm Behrend wegen seiner jüdischen Herkunft von SA-Leuten überfallen und misshandelt und musste seinen Rücktritt erklären. Energisch betrieb nun der Vorsitzende des Nationalsozialistischen Lehrerbundes, Hans Schemm, die Gleichschaltung aller Lehrerverbände in einer von den Volksschullehrern dominierten „Deutschen Erziehergemeinschaft“, die am 8. Juni 1933 in Magdeburg feierlich gegründet wurde. Dagegen sträubten sich der Philologenverband unter seinem neuen Vorsitzenden sowie einige weitere Lehrervereine und bildeten im Dezember 1933 unter der Schirmherrschaft von Reichsinnenminister Wilhelm Frick eine zweite Erziehergemeinschaft. Schemm setzte sich jedoch im innerparteilichen Machtkampf durch, so dass der Philologenverband sich schließlich im Juni 1936 selbst auflösen musste, nachdem sein Verbandsorgan schon im Jahr zuvor verboten worden war.

### Nach 1945

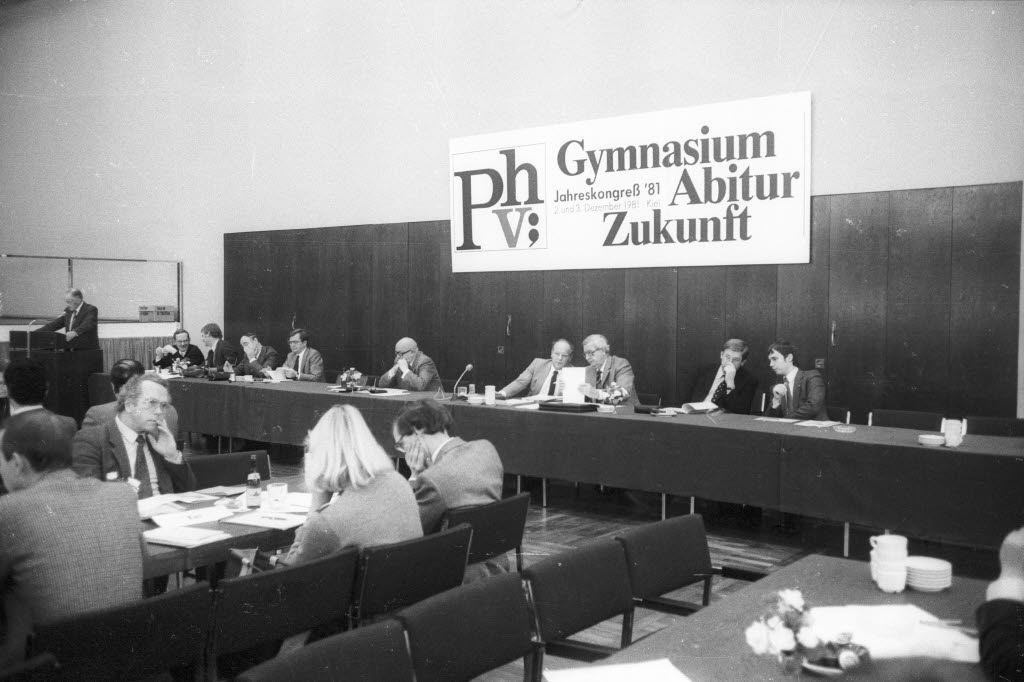
Jahreskongress im Kieler Schloss zum Thema Gymnasium, Abitur, Zukunft (1981)

Nach dem Zweiten Weltkrieg kam es im Westen zur Wiederbelebung des DPhV, im Osten unterblieb eine Neugründung bis 1990. Mit der Einführung des Begriffes Gymnasium für alle zur Hochschulreife führenden Schulen wurde der DPhV 1955 zur Interessensvertretung aller gymnasialen Lehrkräfte, unabhängig von den von ihnen unterrichteten Fächern. Die Bezeichnung Deutscher Philologenverband behielt er bis jetzt bei, obwohl Philologen längst deutlich in der Minderheit sind.
Der Verband setzt sich für eine Beibehaltung des dreigliedrigen Schulsystems ein, besonders für den Bestand des Gymnasiums ab der 5. Klasse. Er hält auch an unterschiedlichen Stufen der Lehrerbesoldung fest.

## Vorsitzende
- 1903–1904: Rudolf Block
- 1904–1906: Baetgen
- 1906–1908: Wernicke
- 1908–1910: Dir. Callsen
- 1910–1912: Poland
- 1912–1914: Degenhardt
- 1914–1919: Buchrucker
- 1919–1929: Paul Mellmann
- 1929–1933: Felix Wilhelm Behrend
- 1933–1934: Rudolf Bohm
- 1934–1935: Kurt Schwedtke[9]
- 1935–1936: Philipp
- (1936 Auflösung des Verbandes, Wiedergründung 1947)
- 1947–1950: Jakob Erdmann
- 1950–1957: Robert Monjé[10]
- 1957–1961: Walter Dederich
- 1961–1980: Franz Ebner[11]
- 1980–1992: Bernhard Fluck
- 1992–2002: Heinz Durner[12]
- 2002–2003: Peter Heesen[12]
- 2004–2017: Heinz-Peter Meidinger[13][14]
- Seit 2017: Susanne Lin-Klitzing[15]